# Пристен
Присте́н либо Присти́н (укр. Пристін) — село,
Пристенский сельский совет,
Купянский район,
Харьковская область, Украина.
Код КОАТУУ — 6323786001. Население по переписи 2001 года составляет 823 (372/451 м/ж) человека.
Является административным центром Пристенского сельского совета, в который, кроме того, входит село
Сенек.

## Географическое положение
Село Пристен находится в 15 км от Купянска и в 10 км от Купянска-Узлового на правом берегу реки Оскол в начале Оскольского водохранилища,
выше по течению на расстоянии в 4 км расположено село Осиново,
ниже по течению на расстоянии в 6 км расположено село Сеньково,
на противоположном берегу — село Новоосиново.
Рядом проходит автомобильная дорога Т-2109.

## История
- 1690 — дата первого упоминания села[3].
- 1861 — в селе жил и работал Илья Репин[4].
- В селе часто бывал Остап Вишня.
- Советская власть установлена в декабре 1917 года.[1]
- C 29 апреля по 14 декабря 1918 село года во время Гражданской войны в России 1918—1923 годов в составе Украинской державы.
- C декабря 1922 года — в составе Украинской ССР (СССР).
- В июне 1942 года село оккупировано вермахтом, в феврале 1943 года освобождено.
- В бою за освобождение села от гитлеровцев погибло много советских воинов РККА. Погибшим воинам в центре села установлен памятник.[1]
- В годы войны 205[1] жителей воевали на фронтах в рядах Советской армии; из них погибли 125 воинов;[1] 81 был награжден орденами и медалями СССР.
- В 1952 году три колхоза объединились в один — «Завет Ильича», у которого было 3400 га с.х. угодий.[2]
- В 1966 году здесь проживало 913 человек;[2] в селе работал колхоз «Завет Ильича», выращивавший зерновые и разводивший крупный скот.[2]
- В 1976 году население составило 985 человек;[1] в селе было 330 дворов; в селе находилась центральная усадьба овоще-молочного совхоза «Купянский» с 8672 га земельных угодий, из которых 6672 га пашни; в селе работали восьмилетняя школа (135 учеников), дом культуры с залом на 250 мест, библиотека, медпункт, три магазина, почтовое отделение.[1]
- К 1976 году за мирный труд 17[1] жителей-передовиков сельскохозяйственного производства- были награждены орденами и медалями СССР; за участие в ВОВ 81[1] человек был награжден наградами СССР.

## Происхождение названия
Название Пристен произошло от крутой стены горы, стоящей над рекой Осколом. На этой горе был дремучий лес, по отвесному обрыву горы это место и ныне называется Пристеном.
Имеется слобожанское название «стенка», то есть высокий берег реки с быстрым течением.

## Экономика
- Молочно-товарная ферма.

## Объекты социальной сферы
- Школа.
- Клуб.
- Стадион.
- Почта.
- Медпункт.

## Достопримечательности
- Братская могила советских воинов.

## Туризм
- Пляж.